# Saint-Aubin-d'Aubigné
Saint-Aubin-d'Aubigné (en bretó Sant-Albin-Elvinieg, en gal·ló ptî' Saint Aubin ) és un municipi francès, situat a la regió de Bretanya, al departament d'Ille i Vilaine. L'any 2006 tenia 2.959 habitants.

## Demografia
| 1962                                       | 1968  | 1975  | 1982  | 1990  | 1999  |
| ------------------------------------------ | ----- | ----- | ----- | ----- | ----- |
| 1.391                                      | 1.544 | 1.680 | 2.133 | 2.170 | 2.440 |
| Des de 1962: població sense dobles comptes |       |       |       |       |       |

## Administració
| Període | Identitat      | Partit |
| ------- | -------------- | ------ |
| 2001-   | Pierre Esnault | PS     |